# Gabriel Mercado
Gabriel Iván Mercado (* 18. března 1987) je argentinský profesionální fotbalista, který v současnosti hraje za klub Internacional. Je to pravý obránce, může však nastupovat i na pozici středního obránce.
Svou kariéru začal v Racing Clubu a Estudiantes, než se v roce 2012 připojil k River Plate, kde vyhrál šest domácích a mezinárodních turnajů, včetně Poháru osvoboditelů 2015. V roce 2016 přestoupil do Sevilly za 2,5 milionu eur.
Mercado debutoval v reprezentaci Argentiny v roce 2010 a byl součástí týmu, který skončil druhý na Copa América 2016. Zúčastnil se Mistrovství světa ve fotbale 2018.

## Klubová kariéra

### Počátky kariéry
Narodil se v Puerto Madryn v Chubutu a svůj profesionální debut za Racing Club odehrál 21. února 2007 při domácí porážce 0:1 se San Lorenzem. Rychle se etablovat jako hráč prvního týmu Racingu.
V červenci 2010 se Mercado připojil k Estudiantes de La Plata za 800 000 dolarů. Ve své debutové sezóně vyhrál Aperturu a zůstal v klubu až do roku 2012.
V červenci 2012 podepsal smlouvu s River Plate.

### Sevilla
Dne 4. srpna 2016 podepsal tým La Ligy Sevilla FC s Mercadem tříletou smlouvu za údajnou částku 2,5 milionu eur, přičemž River si ponechal 20 % následného přestupového poplatku. Mercado zanedlouho nahradil Cokého na pozici kapitána týmu.
Svůj první gól za tým vstřelil 20. září, když odrazil přímý volný kop Samira Nasriho, a vsítil tak jediný gól při domácí výhře Sevilly v derby nad Realem Betis.

### Al-Rayyan
Dne 11. června 2019 oznámil katarský klub Al-Rayyan SC prostřednictvím svých sociálních sítí, že s Mercadem podepsal smlouvu.

### Internacional
Dne 5. července 2021 byl oznámen Mercadův přestup do Internacionalu (vypršela mu smlouva s Al-Rayyanem). Jeho nově zvolené číslo dresu bylo číslo 25.

## Reprezentační kariéra

### Mládežnická kariéra
Mercado reprezentoval argentinský tým do 20 let na Mistrovství Jižní Ameriky mládeže 2007 v Paraguayi a na Mistrovství světa do 20 let 2007 v Kanadě. Mercado debutoval v argentinském národním týmu, jehož tehdejším trenérem byl Diego Maradona, v roce 2010: 10. února 2010 se podílel na vítězství nad Jamajkou 2:1.
Mercado pravidelně nastupoval za reprezentaci na Copa América 2016, hrál také ve finále proti Chile celých 120 minut, ale Argentina prohrála 4:2 na penalty.
V květnu 2018 byl Mercado jmenován do rozšířené argentinské 35členné nominace pro Mistrovství světa ve fotbale 2018 v Rusku; později téhož měsíce byl zařazen do finálního 23členného kádru Jorge Sampaoliho pro turnaj. V osmifinále proti Francii z 30. června Mercado skóroval, ale nezabránil porážce 4:3, která znamenala vyřazení Argentiny z mistrovství.

## Kariérní statistiky

### Reprezentační
Platí k zápasu hranému 22. března 2019.
| Argentina | Argentina | Argentina |
| Rok       | Zápasy    | Góly      |
| --------- | --------- | --------- |
| 2010      | 1         | 0         |
| 2011      | 0         | 0         |
| 2012      | 0         | 0         |
| 2013      | 0         | 0         |
| 2014      | 0         | 0         |
| 2015      | 1         | 0         |
| 2016      | 10        | 2         |
| 2017      | 5         | 1         |
| 2018      | 7         | 1         |
| 2019      | 1         | 0         |
| Celkově   | 25        | 4         |

### Reprezentační góly
Skóre a výsledky Argentiny jsou vždy zapsány jako první. Góly Gabriela Mercada jsou zvýrazněny tučně.
| Gól | Datum           | Místo                                                              | Soupeř   | Skóre | Výsledek | Soutěž                                           |
| --- | --------------- | ------------------------------------------------------------------ | -------- | ----- | -------- | ------------------------------------------------ |
| 1.  | 24. března 2016 | Estadio Nacional Julio Martínez Prádanos, Santiago de Chile, Chile | Chile    | 2:1   | 2:1      | Kvalifikace na Mistrovství světa ve fotbale 2018 |
| 2.  | 29. března 2016 | Estadio Mario Alberto Kempes, Córdoba, Argentina                   | Bolívie  | 1:0   | 2:0      | Kvalifikace na Mistrovství světa ve fotbale 2018 |
| 3.  | 9. června 2017  | Melbourne Cricket Ground, Melbourne, Austrálie                     | Brazílie | 1:0   | 1:0      | Superclásico de las Américas 2017                |
| 4.  | 30. června 2018 | Kazaň Arena, Kazaň, Rusko                                          | Francie  | 2:1   | 3:4      | Mistrovství světa ve fotbale 2018                |

## Úspěchy
Estudiantes
- Primera División: 2010/11

River Plate
- Primera División: 2013/14
- Copa Campeonato: 2013/14
- Copa Sudamericana: 2014
- Recopa Sudamericana: 2015
- Pohár osvoboditelů: 2015
- Copa Suruga Bank: 2015
- Copa Argentina: 2016

Argentina
- Mistrovství světa ve fotbale do 20 let: 2007
- Poražený finalista Copa América: 2016
- Superclásico de las Américas: 2017